# Gianico

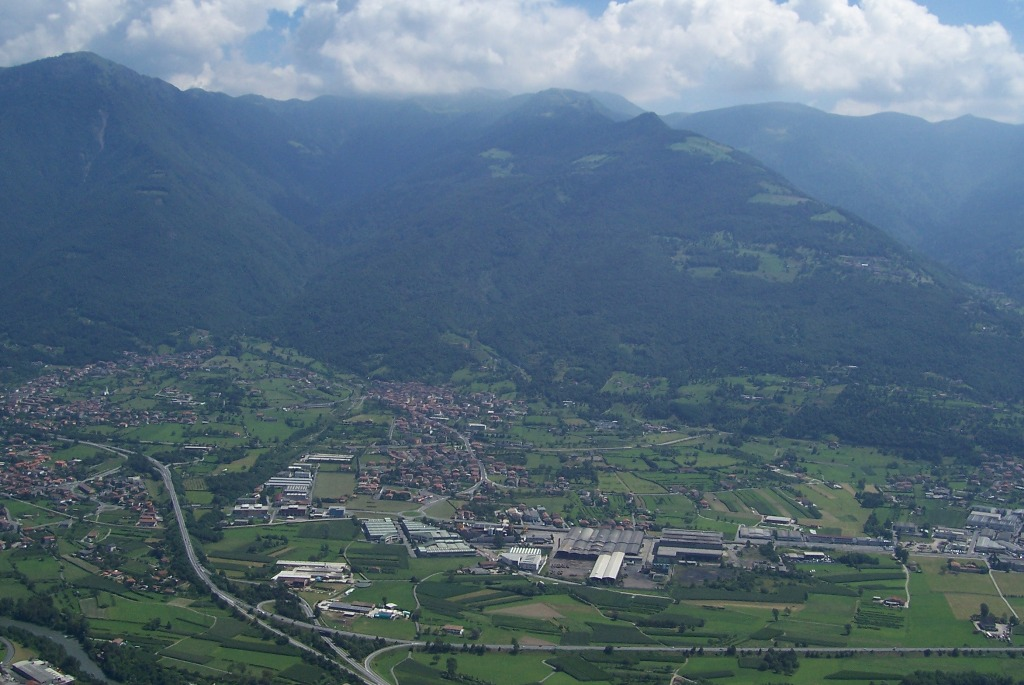
Blick auf Gianico

Gianico ist eine norditalienische Gemeinde (comune) mit 2110 Einwohnern (Stand 31. Dezember 2023) in der Provinz Brescia in der Lombardei. Die Gemeinde liegt etwa 36,5 Kilometer nordnordwestlich von Brescia im Valcamonica.

## Verkehr
Der gemeinsame Bahnhof der Gemeinden Artogne und Gianico lag in der Nachbargemeinde Artogne an der Bahnstrecke Brescia–Iseo–Edolo und ist seit 2008 vollständig geschlossen. Durch die Gemeinde führt auch die Strada Statale 42 del Tonale e della Mendola von Bergamo nach Bozen.